# مولبدينيت

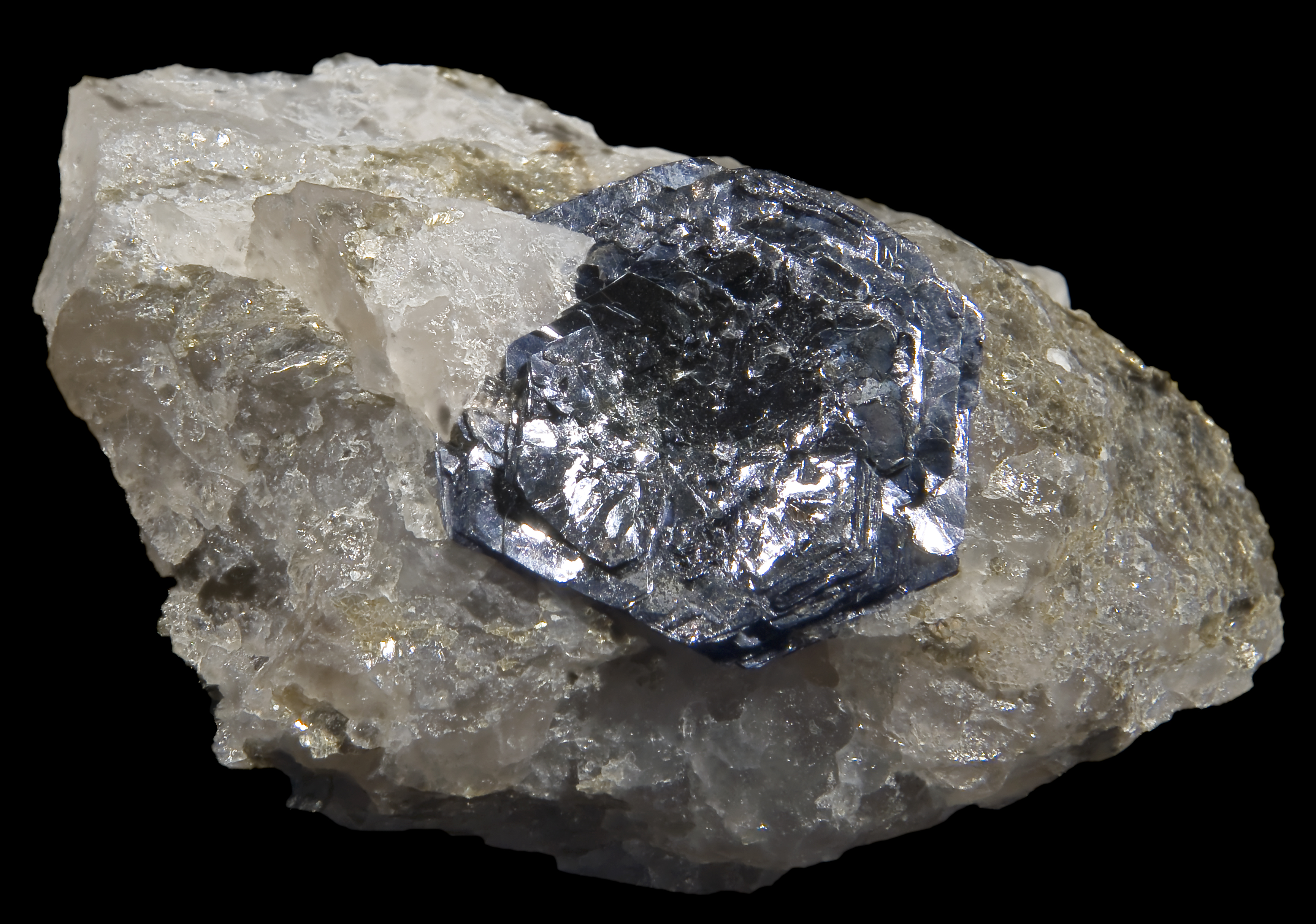
المولبدينيت

المولبدينيت وهو معدن ثنائي كبريتيد الموليبدنوم MoS2 وهو يشبه الغرافيت في مظهره.

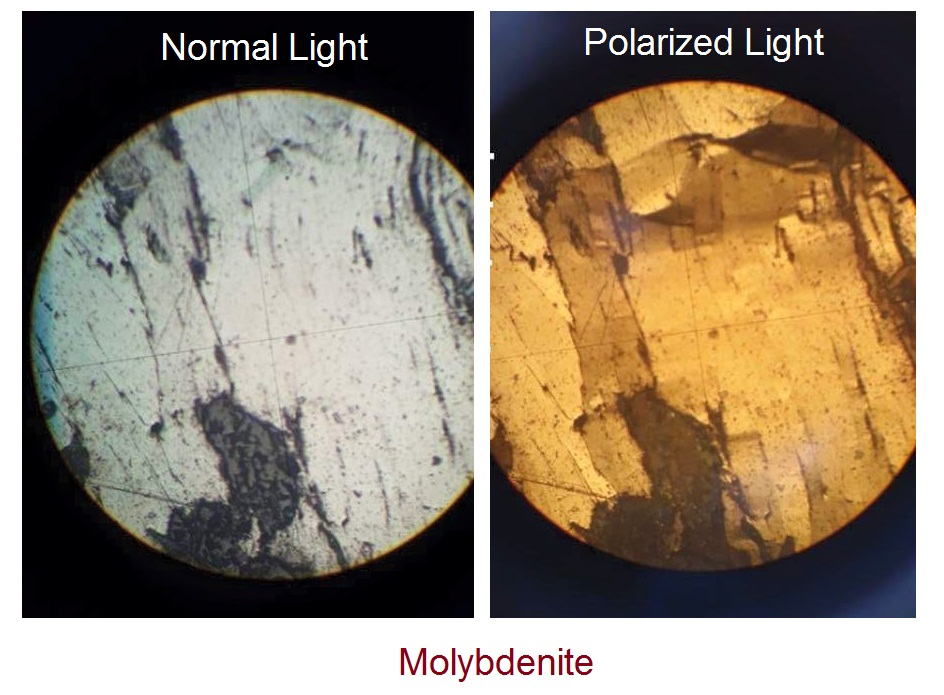
صورة مجهرية للمولبدينيت

يتبلور في فصيلة السداسي وله الصلابة 1—1.5 والوزن النوعي 4.62-4.72
المولبدينيت شحمي الملمس فلزي البريق ذو لون رصاصي فاتح
المعدن غير قابل للانصهار يشبة المعدن الجرافيت ولكنة يتميز بالوزن النوعي
يظهر كمعدن اضافي في بعض أنواع الصخور الجرانيت ويوجد المعدن في عروق الكوارتز القاطعة لصخر الجرانيت بالصحراء الشرقية
يستعمل كخام لفلز الموليبدنوم ومركباته العضوية

## الاستعمالات
يستعمل في صناعة الصلب والحديد والأجهزة والادوات التي تدور بسرعة وفي الافران الكهربائية